# Embrapa

logo

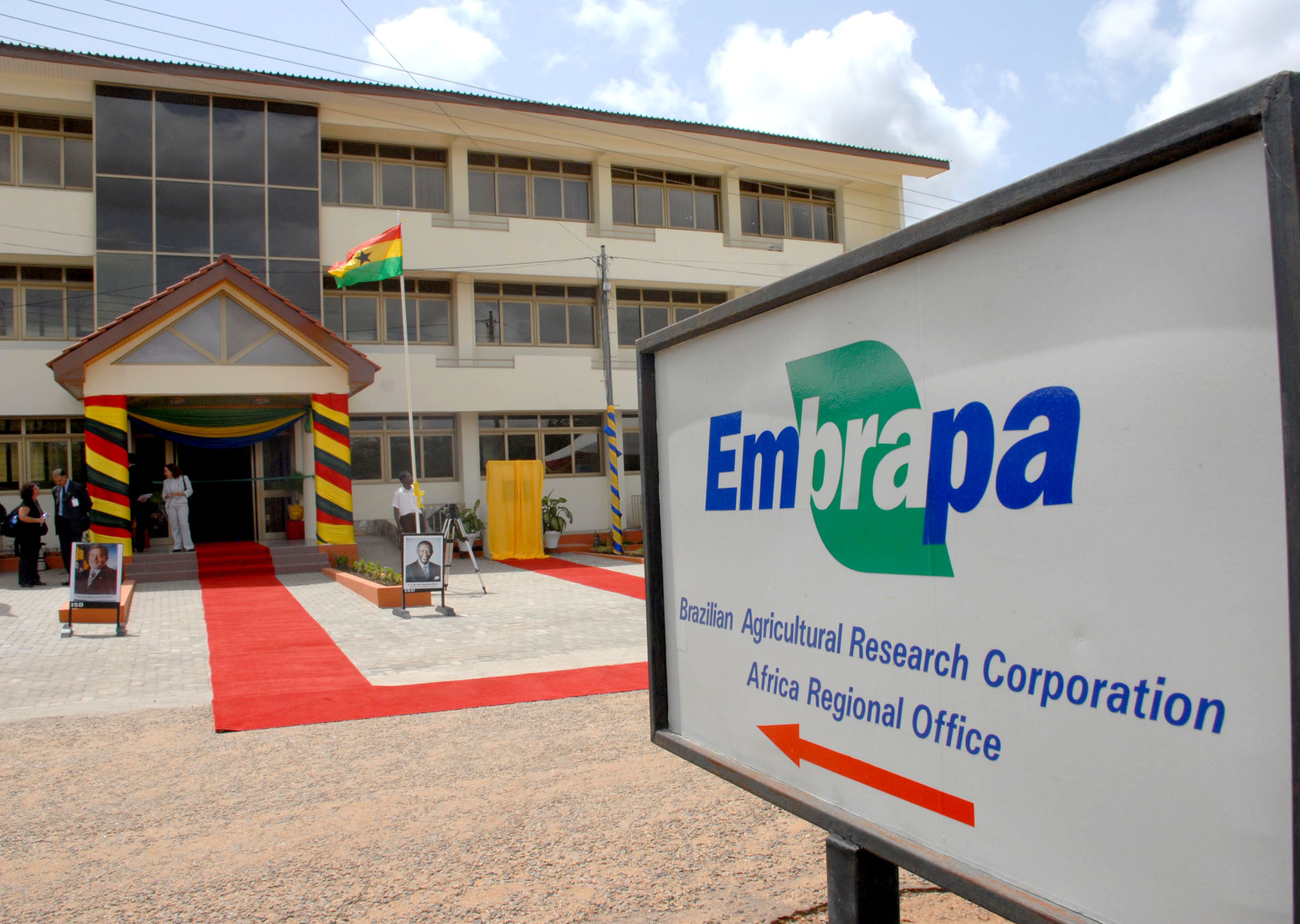
Embrapas regionalkontor i África

Embrapa, Empresa Brasileira de Pesquisa Agropecuária , är ett brasilianskt statsägt forskningsföretag för grundforskning och tillämpad forskning inom jordbruksområdet.
Embrapa grundades 1973 av militärdiktaturen under general Emílio Garrastazu Médici. Bakgrunden var att den plötsliga fyrdubblingen av oljepriset gjorde det nödvändigt att minska landets höga jordbrukssubventioner.
Embrapa har utvecklat sig till världens ledande forskningsinstitution för tropiskt jordbruk. Den arbetar över ett brett spektrum, från genetisk utveckling av utsäde och boskap till nanoteknologisk forskning om extremt tunna tyger och sårförband. 
Den största framgången har forskningsbolaget haft när det gäller metoder för att odla upp cerradon, det mycket stora - och tidigare ansett som för jordbruk oanvändbara - savannområdet söder och sydost om Amazonas. Ett av cerradons kännetecken är den sura jorden, ett annat är dess låga halt av näringsämnen. Cerradon står efter några decenniers forskning och utvecklingsarbete för omkring 70 % av landets jordbruksproduktion. Trots detta har Brasilien världens i särklass största outnyttjade jordbruksområden, större än ej brukade marker i länder som USA, Ryssland och Indien.
Som ett första steg för uppodling av cerradon introducerade Emprapa årlig kalkning av markerna i stora kvantiteter för att få ned pH-värdet. För att öka underlaget för boskapsskötsel importerade företaget ett gräs från Afrika, branchiaria, vilket genom långvarig växtförädling lett till varianten braquiarinha. Denna nya grässort ger tre gånger högre avkastning än den ursprungliga afrikanska växten och många gånger mer än det inhemska savanngräset. Fortsatt utveckling av genmodifierad brachiara pågår.
Embrapa har genom växtförädling också lyckats utveckla sojabönor från en växt för temperade zoner till att vara tropisk växt, liksom soja, som också klarar den sura jorden på cerradon. Brasilien hade tidigare sojaodlingar i de temperade södra delarna av landet, men delstaten Mato Grosso do Sul är numera den största producenten av sojaböner i landet